# Hauswirtschaftsraum
Ein Hauswirtschaftsraum (HWR) ist ein Raum in einem Haus oder in einer Wohnung, der zum Verrichten der Hauswirtschaftsarbeit dient. Gängige Tätigkeiten, die in einem Hauswirtschaftsraum ausgeübt werden, sind:
- Wäschewaschen
- Wäschetrocknen
- Bügeln
- Aufbewahren von Vorräten

Dazu sind meist eine kleine Arbeitsfläche, Waschmaschine, Wäschetrockner, Bügelbrett, Bügeleisen, Staubsauger und andere Reinigungsutensilien, die für die Hausreinigung und die Hauswirtschaft benötigt werden, in dem Hauswirtschaftsraum untergebracht. Oftmals (falls genügend Platz vorhanden ist) wird der Hauswirtschaftsraum auch als Abstellraum genutzt. Dazu dienen Regale und Schränke als Abstellplatz für Vorräte und Reinigungsmittel. Es bietet sich an, einen Hauswirtschaftsraum einzurichten, um die Geräte und Reinigungsutensilien, die für die Hauswirtschaft benötigt werden, beisammenzuhaben, damit diese nicht in der Wohnung oder dem Haus verteilt sind. In einigen Einfamilienhäusern wird der HWR auch genutzt, um dort Ver- und Entsorgungsanschlüsse einzurichten, zumal er häufig im Keller eingerichtet wird, wo diese Anschlüsse anzutreffen sind. Dies sollte aber nicht dazu führen, dass Absperrhähne und Leitungen zugestellt und dadurch unzugänglich werden.
In der Regel verfügt der Hauswirtschaftsraum über Anschlüsse an Wasser und Abwasser, so dass der Betrieb einer Waschmaschine möglich ist. Oft wird auch ein Ausgussbecken installiert, damit Schmutzwasser ausgeschüttet und Eimer mit Frischwasser gefüllt werden können. Es ist sinnvoll, im Hauswirtschaftsraum einen Bodeneinlauf vorzusehen, da so bei einem Defekt an der Waschmaschine (oder bestimmten Wartungsarbeiten) auslaufendes Wasser abfließen kann, ohne Schaden anzurichten.